# Thisted
Thisted este un oraș în Danemarca.